# Germán Valdecara
Germán Valdecara González (1849-siglo XX) fue un pintor español.

## Biografía
Nació en 1849. Natural de Zaragoza, fue discípulo de la Escuela especial de Madrid. En la Exposición Nacional celebrada en 1881 presentó dos cuadros titulados Noticia triste, Retrato de una señorita y Lola (del natural). En las celebradas en los años 1879 a 1883 por la Sociedad La Acuarela y varias empresas particulares de Madrid, expuso Un tipo, Una niña, Pensativa, El favorito, Una chula, Tipos alcarreños, Cercanías de San Antonio de la Florida, La naranjera, Chamberí, Brindando, El Parador de San Rafael (comprado por el monarca), Dama de la época de Carlos III, Dama moderna, Flor campestre, Italiana, De paseo, Fausto y Margarita, Un banderillero, Una bailarina, Un regalo y En la fuente de vecindad, entre otras obras. En 1887 emigró a París. En la Enciclopedia universal ilustrada europeo-americana se le da por fallecido a comienzos del siglo XX.